# Гимнастика на Летњим олимпијским играма 1896 — разбој екипно за мушкарце
Такмичњење на разбоју екипно за мушкарце је било једна од осам гимнастичких дисциплина на програму Олимпијским играма 1896 у Атини.
Такмичење је одржано 9. априла на стадиону Панатинаико. Учествовале су три екипа: једна немачка и две грчке са 63 такмичара из две земље. Попбедила је екипа Немачке.

## Земље учеснице
- Немачка (11)
- Грчка (52)

## Резултати
| Место | Екипа                          | Вођа екипе           | Гимнастичари |
| ----- | ------------------------------ | -------------------- | --- |
|       | Немачка                        | Фриц Хофман          | Конрад Бекер, Алфред Флатов, Густав Флатов, Георг Хилмар, Фриц Мантојфел, Карл Нојкирх, Рихард Рештел, Густав Шуфт, Карл Шуман, Херман Вајнгертнер |
|       | Грчка - (Панхеленско удружење) | Сотирос Атанасопулос | Николаос Андријакопулос, Петрос Персакис, Томас Ксенакис, 29 такмичара, непознатог имена                                                           |
|       | Грчка - (Етнички савези)       | Јоанис Хрисафис      | Јоанис Митропулос, Димитриос Лундрас, Филипос Карвелас, 15 такмичара, непознатог имена                                                             |